# Johan Holmbergson
Johan Holmbergson, född den 24 juni 1764 i Härnösand, död den 26 maj 1842 i Lund, var en svensk rättslärd, far till konstnären Johan Holmbergsson.

## Biografi
Holmbergson blev student vid Uppsala universitet 1781 och promoverades till filosofie magister 1788. Efter avlagd juris kandidatexamen utnämndes han 1790 till docent i kyrkolagfarenheten. Med bibehållande av docenturen tjänstgjorde han som vice notarie i Svea hovrätt 1794-99, varefter han under två terminer förordnades att Uppsala upprätthålla juris œconomiæ et commerciæ professorns ämbete. 
Sedan han förgäves sökt båda de 1805 och 1806 ledigblivna juridiska professurerna i Uppsala,  uppsattes han av fakultetens nyblivna ledamöter på förslag till först den ena av de två även lediga adjunkturerna, och, då han även i fråga om denna förbigicks, därefter även till den andra, vilken han, som 1806 avlagt juris licentiatexamen, följande år även erhöll. 
Den egentliga orsaken till dessa motgångar var att han i en rättegång, i vilken han uppträdde som sakförare, ansågs ha begagnat missfirmligt skrivsätt i en förklaring till Kungl. Maj:t. Han vann visserligen saken för sina huvudmän, men blev som författare till förklaringen dömd till bland annat förlust av rättighet att föra andras talan. Denna rätt återfick han dock i sammanhang med sin sist omtalade utnämning.
Under riksdagarna 1809 och 1810 verkade han som sekreterare i lagutskottet och kallades 1810, sedan han i Uppsala samma år promoverats till juris doktor, till juris professor vid Lunds universitet. Som sådan upprätthöll han större delen av tiden ensam den juridiska undervisningen vid nämnda universitet, till dess han 1840 erhöll en medhjälpare i Carl Johan Schlyter.
Holmbergsons tämligen fåtaliga skrifter visar en rationalistisk uppfattning och är till stor del ägnade åt försöket att ge en filosofisk grundläggning och förklaring av rätten. Detta hindrar dock ej, att just han i första hand ånyo väckt till liv det historiska studiet av vår rätt samt särskilt givit anledning till det arbete, som nödvändigt måste föregå detsamma, den genom hans lärjungar Collin och Schlyter besörjda revisionen och utgivningen av Sveriges gamla lagar. 
Holmbergsons betydelse som juridisk lärare torde i övrigt till stor del ha berott på själva lärometoden. De studerande fick nämligen, i strid mot vad som då var brukligt vid universiteten, under hans ledning själv lösa juridiska frågor. Det var ett samarbete, som i hög grad verkade till utbildandet av en självständig och mogen uppfattning hos de studerande. Han gav dessutom undervisningen en praktisk inriktning genom att ofta ge de uppställda rättsfrågorna den konkreta form, som de har i det verkliga livet. 
Detta höjde de studerandes intresse för vetenskapen och gjorde dem bättre förberedda för yrkeslivet. Att han kunde ge undervisningen denna utformning berodde till stor del på de insikter, som han vunnit under egen praktisk tjänstgöring. Resultatet blev att han, trots det att han under 30 år var ensam ansvarig för den juridiska undervisningen i Lund och trots det att han ej i någon högre grad verkade som skriftställare, kunde komma att, såsom han gjorde, på ett avgörande sätt bringa nytt liv i studiet av sin vetenskap samt höja Sveriges allmänna ämbetsmannabildning.